# Ставридообразные
Ставридообразные (лат. Carangiformes) — отряд морских лучепёрых рыб. Отряд является частью клады, сестринской по отношению к Ovalentaria, другими отрядами в кладе являются Synbranchiformes, Anabantiformes, Istiophoriformes и Pleuronectiformes. Некоторые авторы рассматривали Carangiformes как монотипический отряд, в который входят только Carangidae, а семейства внутри отряда были классифицированы как часть более широкого отряда Perciformes. В 5-м издании  «Fishes of the World» в отряд Carangiformes включают шесть семейств, а другие источники расширяют порядок, включив в него до 30 семейств.

## Семейства
Следующие семейства относятся к отряду Carangiformes:
- Nematistiidae Gill — Длиннопёрые ставриды
- Coryphaenidae Rafinesque, 1815 — Корифеновые
- Rachycentridae Gill 1896 — Кобиевые
- Echeneidae Rafinesque, 1815 — Прилипаловые
- Carangidae Rafinesque, 1815 — Ставридовые
- Menidae Fitzinger, 1873 — Меновые

Было высказано предположение, что Coryphaenidae, Rachycentridae и Echeneidae составляют монофилетическую группу, которая была восстановлена как родственная клада Carangidae.

## Галерея

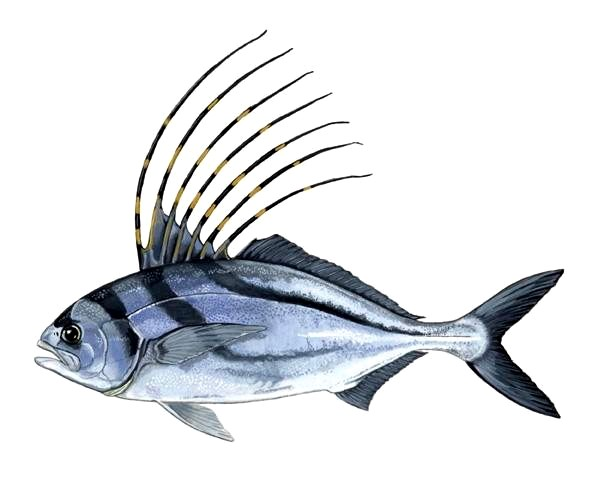
Nematistius pectoralis
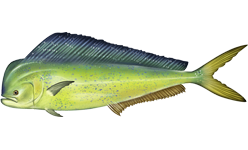
Coryphaena hippurus
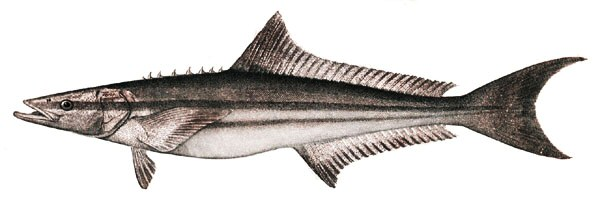
Rachycentron canadum
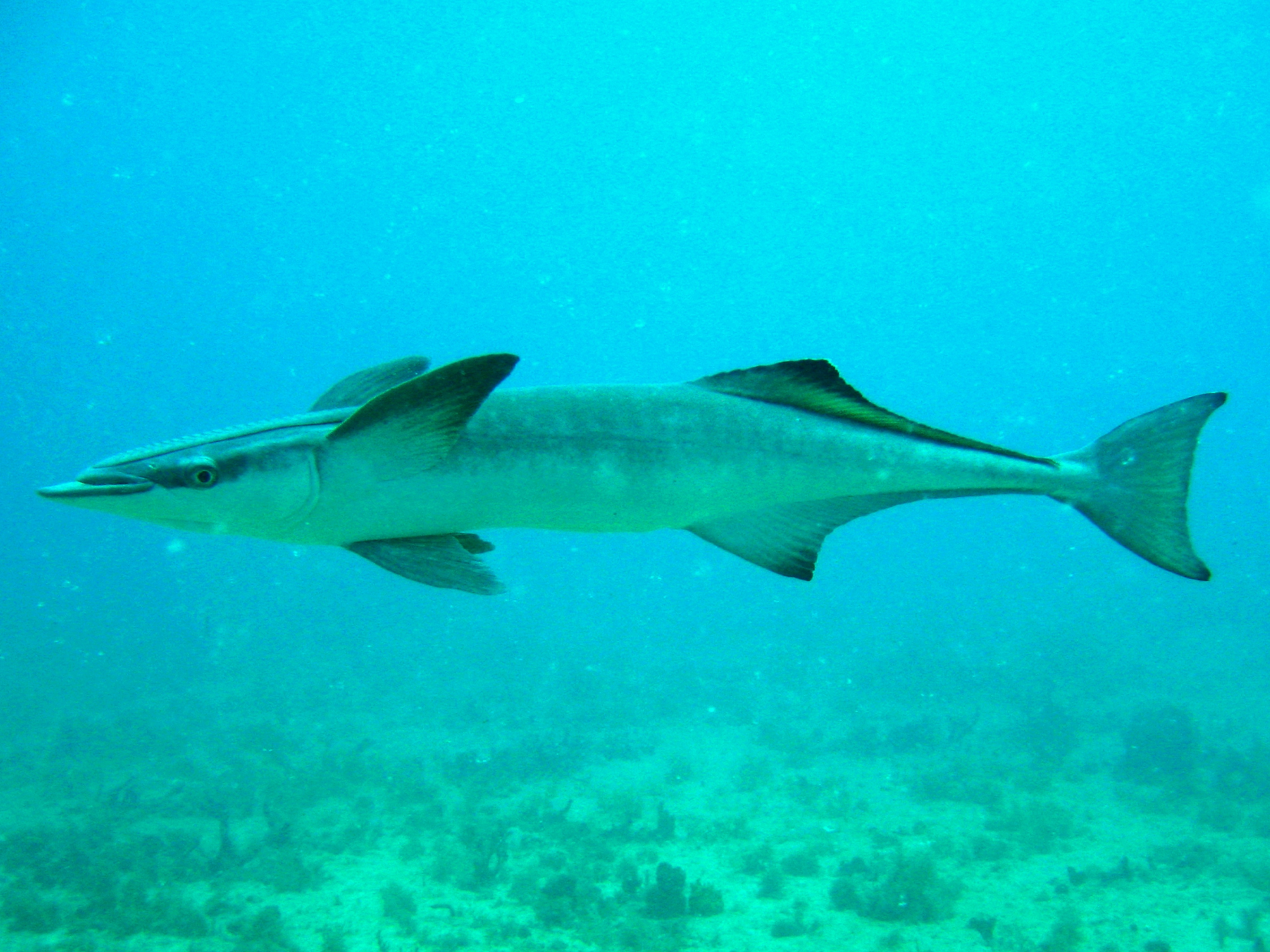
Remora remora
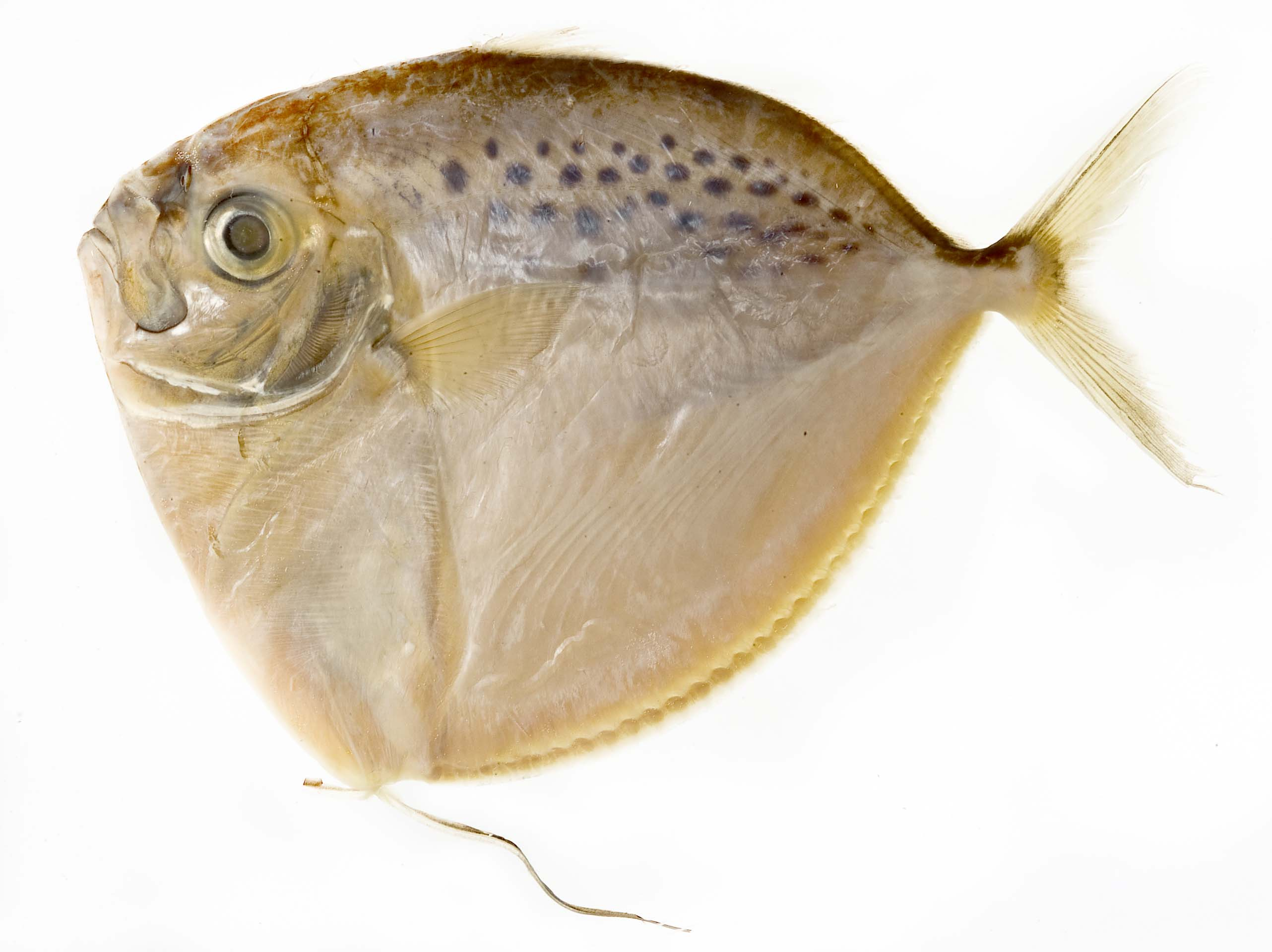
Mene maculata